# Thư Trì
Thư Trì là một huyện cũ thuộc tỉnh Thái Bình, Việt Nam.

## Vị trí địa lý
- Phía Bắc giáp 2 huyện Hưng Nhân và Tiên Hưng (ranh giới là sông Trà Lý).
- Phía Nam giáp huyện Vũ Tiên.
- Phía Đông giáp thị xã Thái Bình.
- Phía Tây giáp 3 huyện Lý Nhân, Mỹ Lộc và Nam Trực của tỉnh Nam Hà (ranh giới là sông Hồng).

## Lịch sử
Vào thời Minh (1407-1427) huyện Thư Trì thuộc phủ Kiến Xương thuộc Trấn Sơn Nam Hạ. Theo nghiên cứu của Viện Hán Nôm, vào đầu thế kỷ XIX dưới thời Nguyễn huyện Thư Trì có 67 xã, thôn, phường trong đó có vùng đất Việt Hùng.
Ngày 17 tháng 6 năm 1969, huyện Thư Trì được hợp nhất với huyện Vũ Tiên thành huyện Vũ Thư.

## Hành chính
Huyện Thư Trì có 26 xã: Bách Thuận, Đông Phú, Đồng Thanh, Dũng Nghĩa, Hiệp Hòa, Hòa Bình, Hồng Xuân, Minh Khai, Minh Lãng, Minh Quang, Nguyên Xá, Phú Xuân, Phúc Thành, Song An, Song Lãng, Tam Quang, Tam Tỉnh, Tân Hòa, Tân Lập, Tân Phong, Thuận Vi, Tiền Phong, Trung An, Tự Tân, Việt Hùng, Xuân Hòa.